# Charco Azul, Guanajuato
Charco Azul är en ort i Mexiko.   Den ligger i kommunen San Miguel de Allende och delstaten Guanajuato, i den centrala delen av landet, 250 km nordväst om huvudstaden Mexico City. Charco Azul ligger 2 163 meter över havet och antalet invånare är 105.
Terrängen runt Charco Azul är huvudsakligen kuperad, men den allra närmaste omgivningen är platt. Runt Charco Azul är det ganska tätbefolkat, med 134 invånare per kvadratkilometer. Närmaste större samhälle är El Naranjillo, 14,6 km söder om Charco Azul. Trakten runt Charco Azul består i huvudsak av gräsmarker.